# In the Garden of Venus
In The Garden Of Venus ("En el Jardín de Venus") es el sexto álbum de la carrera de Modern Talking y el último en ser lanzado al mercado luego de su primer quiebre en 1987. Es editado a fines de ese mismo año bajo el sello BMG Ariola y producido y arreglado por Dieter Bohlen y coproducido por Luis Rodriguez. De este álbum se estrenó un solo sencillo, In 100 Years (En 100 Años), que alcanzó la posición número 30 en el chart alemán.

## Lista de canciones
| #   | Título                                                              | Tiempo |
| --- | ------------------------------------------------------------------- | ------ |
| 1.  | "In 100 Years" (Dieter Bohlen)                                      | 3:57   |
| 2.  | "Don't Let It Get You Down" (Dieter Bohlen)                         | 3:40   |
| 3.  | "Who Will Save The World" (Dieter Bohlen)                           | 3:45   |
| 4.  | "A Telegram To Your Heart" (Dieter Bohlen)                          | 2:50   |
| 5.  | "It's Christmas" (Dieter Bohlen)                                    | 3:52   |
| 6.  | "Don't Lose My Number" (Dieter Bohlen)                              | 3:10   |
| 7.  | "Slow Motion" (Dieter Bohlen)                                       | 3:40   |
| 8.  | "Locomotion Tango" (Dieter Bohlen)                                  | 3:49   |
| 9.  | "Good Girls Go To Heaven - Bad Girls Go Everywhere" (Dieter Bohlen) | 3:37   |
| 10. | "In 100 Years (Reprise)" (Dieter Bohlen)                            | 1:27   |

## Posicionamiento
| Listas (1987)         | Máxima Posición |
| --------------------- | --------------- |
| Alemania albums chart | 35              |
| Suecia albums chart   | 49              |
| Turquía albums chart  | 1               |

## Créditos
- Música: Dieter Bohlen
- Letra: Dieter Bohlen
- Arreglos: Dieter Bohlen
- Producción: Dieter Bohlen
- Coproducción: Luis Rodriguez
- Publicación: Hansa M.V./Hanseatic
- Distribución: BMG Records
- Dirección de Arte: Manfred Vormstein
- Foto de Portada: Manfred Vormstein
- Diseño: Ariola-Studios
- Fotografía de Portada: Don Landwehrle/The Image Bank
- Fotografía de Artistas: BRAVO/Dieter Zill